# Пти-шво
Пти-шво (petits chevaux с фр. — «маленькие лошадки») — старинная настольная азартная игра, появившаяся в Европе в XVIII веке.

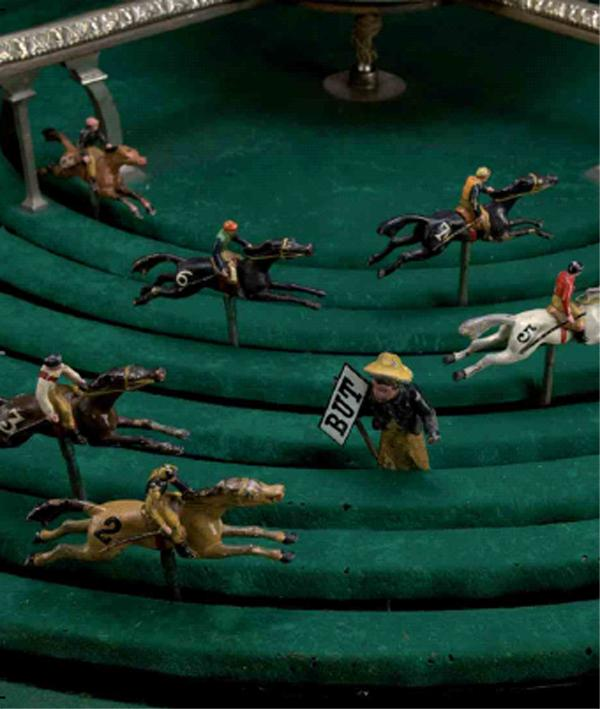
Пти-шво, фото.

## История
Игра представляла собой своеобразную имитацию скачек на ипподроме: пронумерованные лошадки, прикрепленные к спицам рулетки, вращались по кругу. На таких искусственных лошадей игроками делались ставки. Победителем становился тот из игроков, чья лошадь останавливалась на отметке «Финиш».
Игра популярна и поныне в Ирландии и во Франции, однако правила её несколько изменились.

## Устройство
Пти-шво своим внешним видом и способом действия очень схожа с игрой в рулетку. Данная игра совмещает сразу два популярных азартных развлечения: лошадиные скачки Дерби и хоку. От хоку пти-шво отличает лишь количество спиц на колесе.

Изначально спиц в колесе для игры в пти-шво было 19, а затем количество уменьшили до 9. К каждой из спиц крепились небольшие фигурки лошадей, которых пронумеровывали. Фигурки зачастую делались из фарфора или же из слоновой кости.
Под колесом с крутящимися лошадками располагалось поле, на котором изображена была сельская местность и финишный столб. В старину такое поле, которое было выполнено из ткани, внешним видом напоминало расписанную вручную древнюю географическую карту.
После того, как один из игроков или ведущий раскручивал колесо, лошадки с немыслимой скоростью раз за разом проносились над полем с финишным столбом. Конечно же, перед запуском колеса игроки делали ставки, так же, как делают это на ипподроме, то есть на лошадь с определённым номером. Фарфоровая лошадь, остановившаяся на финише после остановки колеса, и приносила своему игроку победу.

## Популярность
Поклонники лошадиных скачек были в восторге от такой игры: ведь теперь совершенно необязательно было ходить на ипподром, — сделать ставку можно было и, собрав всех друзей, прямо дома.
В XVIII веке пти-шво была популярна не только среди выходцев из простого народа, но и среди богатых представителей дворянских сословий.

## В литературе
- Роман Константина Паустовского «Блистающие облака»: Деньги иссякли, половину их Берг проиграл в «пти-шво» на Гаванной[3].
- Ильф и Петров, «Двенадцать стульев»; эпизод, когда Остап и Ипполит Матвеевич после успешной комбинации в Васюках подплывают на лодке к Чебоксарам и читают путеводитель:— Судя по всему-Чебоксары. Так, так… „Обращаем внимание на очень красиво расположенный г. Чебоксары…“
— Киса, он, в самом деле, красиво расположен?..
— „В настоящее время в Чебоксарах 7702 жителя“.
— Киса! Давайте бросим погоню за брильянтами и увеличим население Чебоксар до семи тысяч семисот четырех человек. А? Это будет очень эффектно… Откроем „Пти-шво“ и с этого „Пти-шво“ будем иметь верный гран-кусок хлеба…
- в романе-хронике «Четвёртый эшелон» Эдуарда Хруцкого из семи повестей, в его первой повсести «МЧК сообщает[4]…»:

Данилов протолкнулся к огромному столу. Вот оно "пти шво" — механические бега. Крупье с истасканно-наглым лицом, с пробором, делящим редкие прилизанные волосы на две части, выкрикнул:
— Ставок больше нет! — нажал рычаг, и побежали четыре лошадки вдоль стола. Круг, еще, финиш. Первым пришел рысак под номером три.
— Получите ваш выигрыш, господин, — крупье лопаткой подвинул груду денег к человеку в сером костюме.
— Позвольте, — Данилов протолкнулся к столу, бросил пачку денег. -- На все.
— Ваш номер, сударь? Сколько ударов будете делать?
— Двойка. Играю дважды.
— Делайте ставки, господа, банк богатый.
Посыпались на стол деньги.
—Третий.
—Третий.
— Второй.
— Двойка.
— Игра сделана, ставок больше нет.
Крупье вновь пустил лошадок. Круг. Еще один. На последнем вырвалась вперед черная лошадка с единицей, написанной на крупе.
— Выиграло заведение, — крупье сгреб ставки в ящик. — Желаете еще? — он посмотрел на Данилова, улыбаясь нагловато-вежливо.
Данилов стянул с пальца перстень.
— Примете?
Из-за спины крупье возник человек, стремительно глянул на перстень, что-то шепнул крупье.
— Примем.
Крупье положил перстень рядом с пачкой денег. А люди делали ставки, кидали деньги, дышали тяжело и азартно.
— Ваш номер, не спите, юноша! — усмехнулся крупье.
— Двойка.
— Вы фаталист. Ставок больше нет.
Лошади побежали, а серая с двойкой, так приглянувшаяся Данилову, словно услышав и поняв его, бойко взяла с места. И первой прибежала к финишу. Крупье лопаточкой подвинул Ивану перстень и кучу денег.
— Больше не будете играть?
— Нет.
— Заведение желает вам приятно провести время.
- Пти-шво играет заметную роль в рассказе Саки «Дорога на молокозавод» (1911) (англ.: «The Way to the Dairy»[5]).